# 聖地亞哥中央車站
聖地亞哥中央車站（西班牙語：Estación Central de Santiago），又稱阿拉米達車站（Estación Alameda），是智利首都聖地亞哥的鐵路車站，啟用於1885年，為聖地亞哥唯一的一座鐵路車站。
智利政府於1983年宣布車站為國家歷史文物，受法律保護，不得被拆除或改建。它是公共交通的重要樞紐，可與聖地牙哥地鐵1號線轉乘。許多當地巴士線路在車站停靠，而中型購物中心就在附近。

## 圖片集

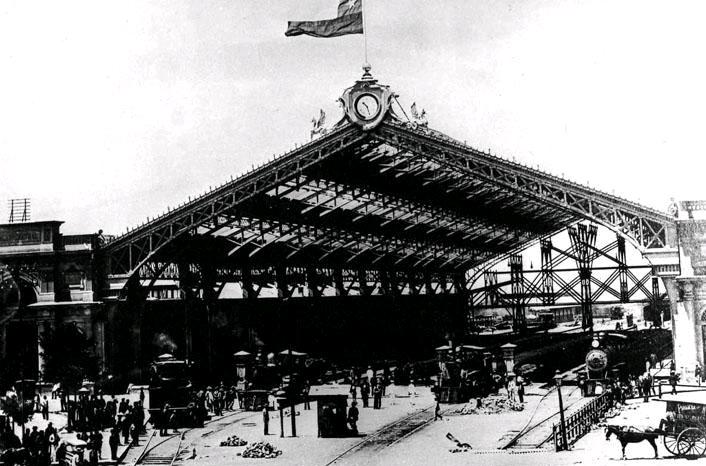
1897年的聖地亞哥中央車站
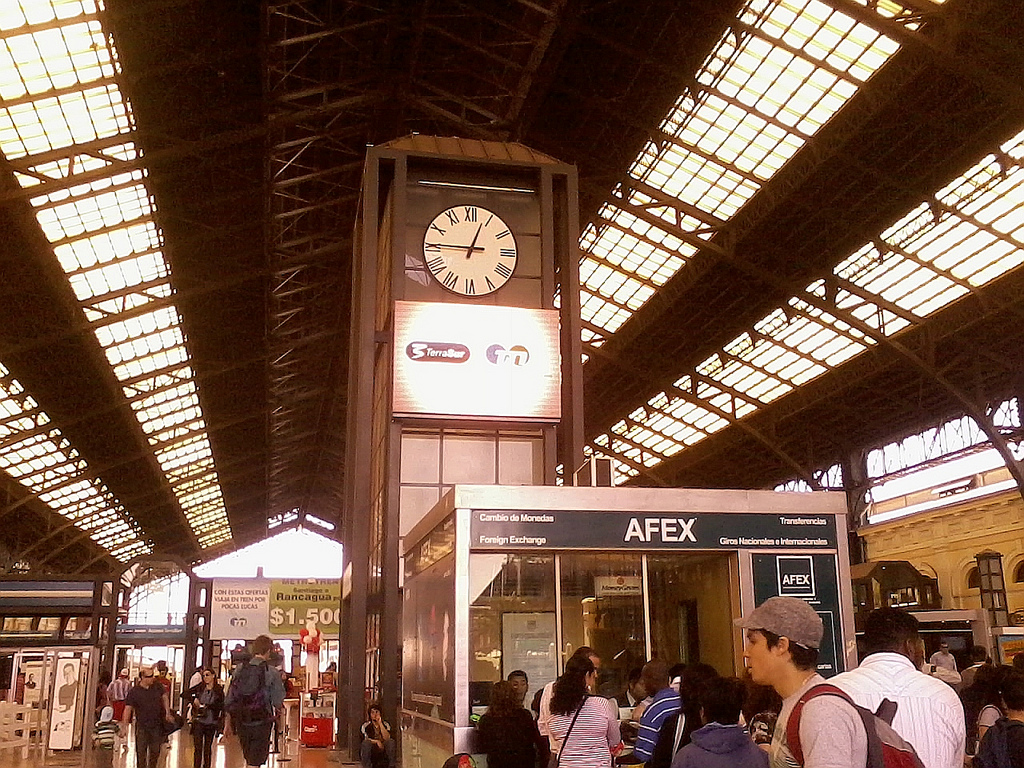
大廳
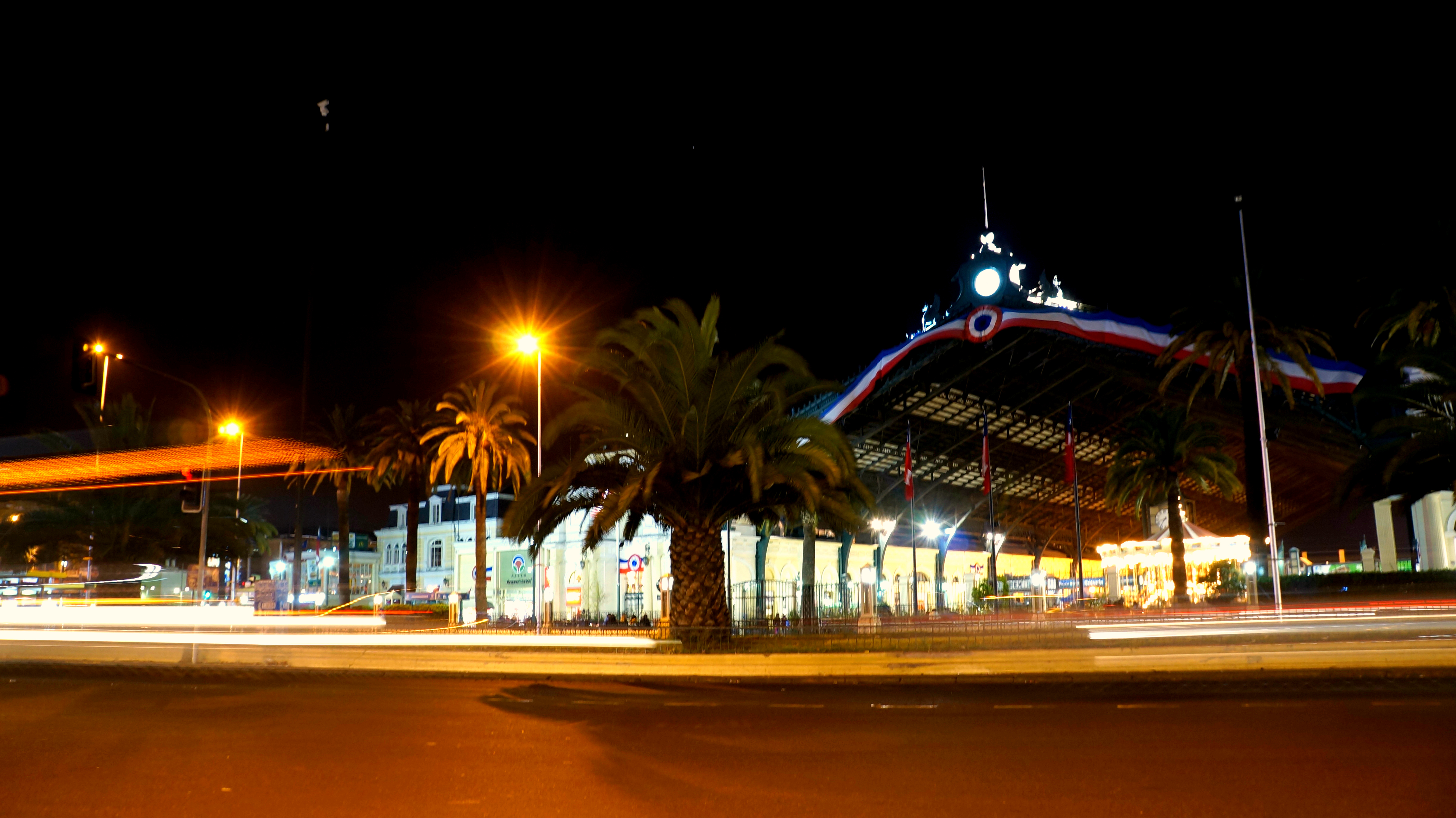
夜景
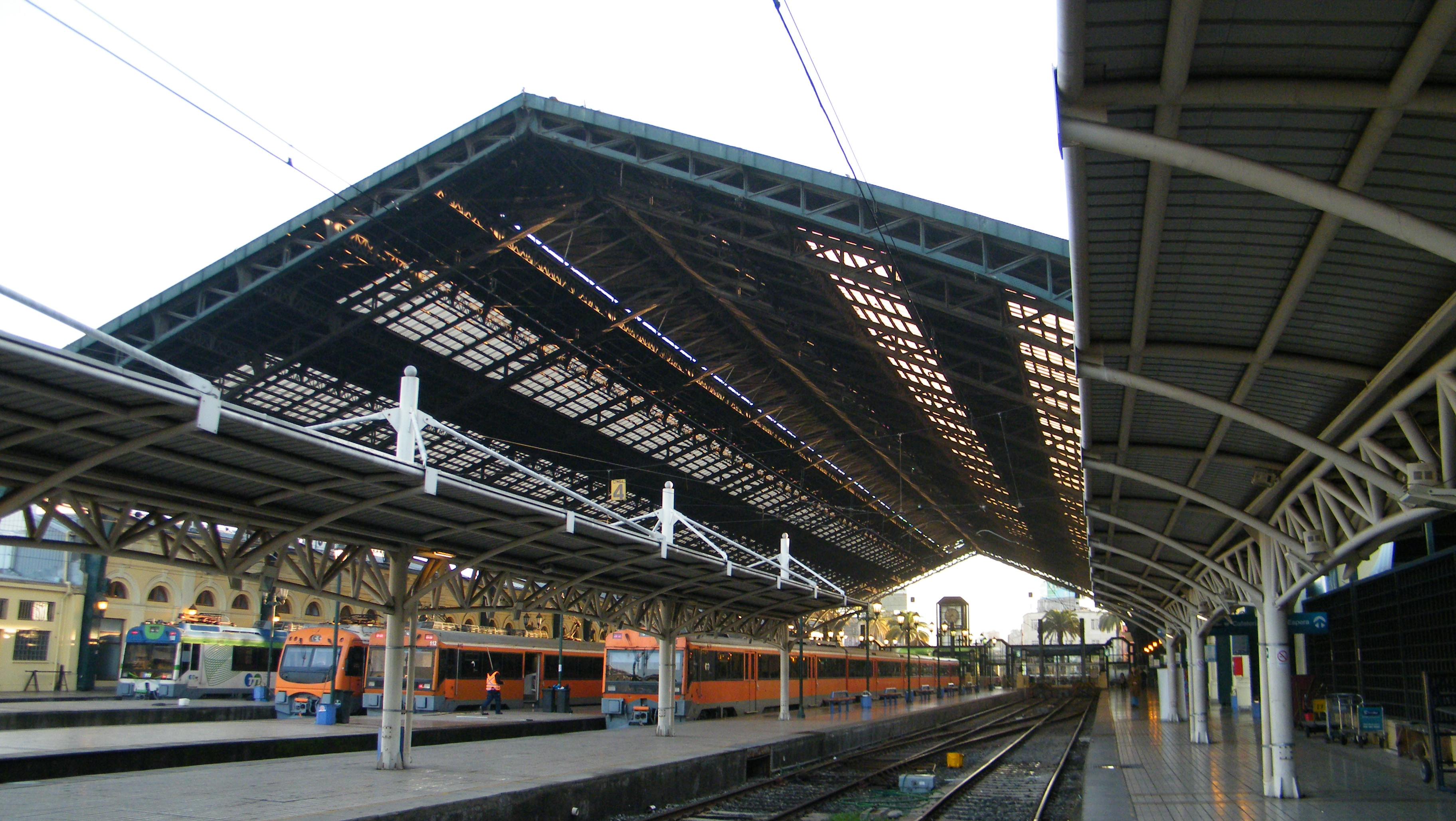
月台
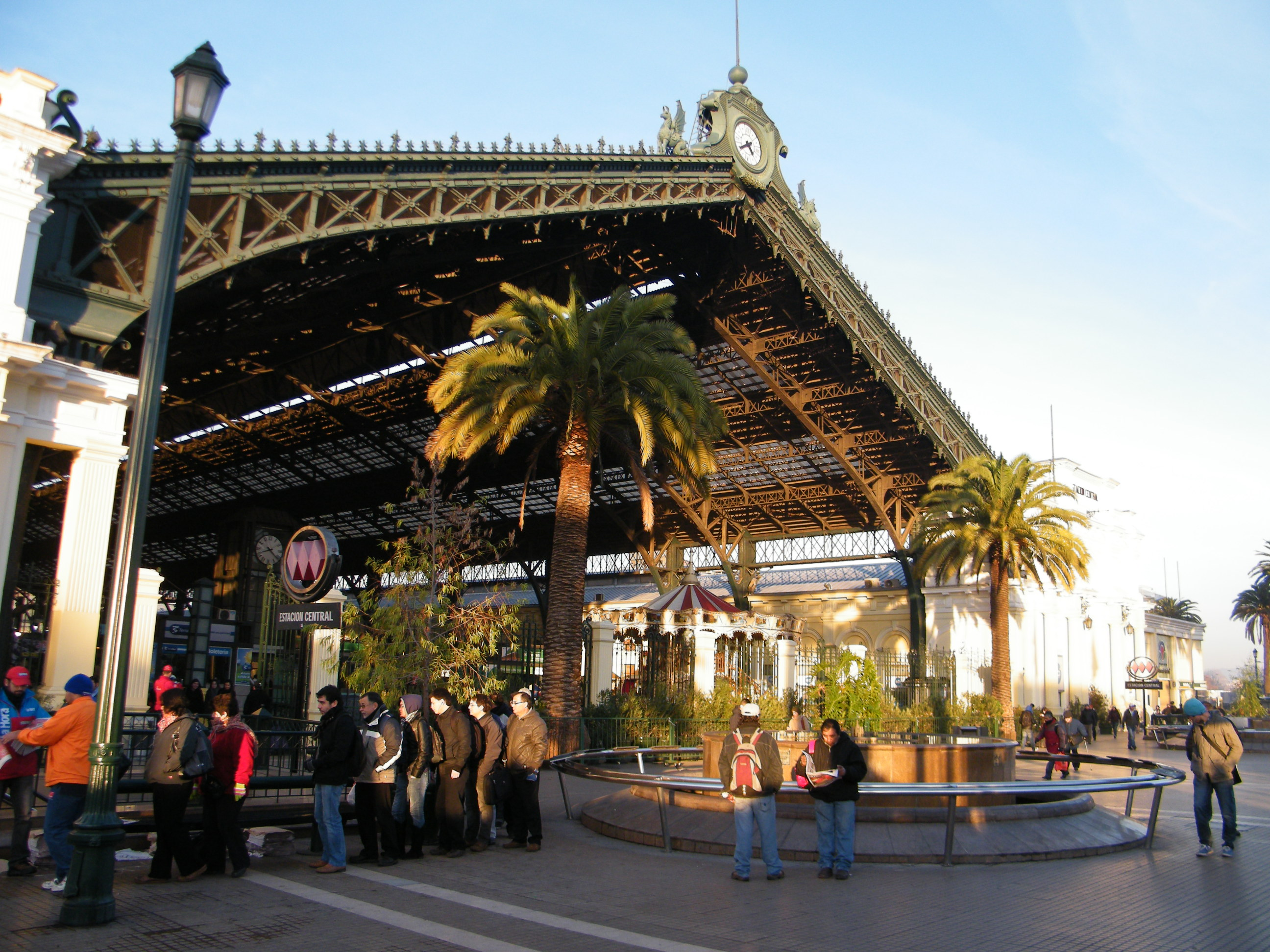
外觀

## 外部連結
- Empresa de los Ferrocarriles del Estado （页面存档备份，存于）
- Metrotrén （页面存档备份，存于）
- TerraSur